# Le Pont-Chrétien-Chabenet
Le Pont-Chrétien-Chabenet ist eine französische Gemeinde mit 934 Einwohnern (Stand 1. Januar 2022) im Département Indre in der Region Centre-Val de Loire; sie gehört zum Arrondissement Châteauroux und zum Kanton Argenton-sur-Creuse.
Le Pont-Chrétien-Chabenet liegt im Süden des Départements in der Landschaft Boischaut-Sud. Châteauroux ist 31 Kilometer entfernt, Argenton-sur-Creuse 6 Kilometer. Die Gemeinde besteht aus den beiden Orten Le Pont-Chrétien und Chabenet. Durch die Gemeinde fließen die Creuse und die Bouzanne, die in Le Pont-Chrétien-Chabenet in die Creuse mündet.
Nachbargemeinden von Le Pont-Chrétien-Chabenet sind: Chasseneuil im Norden, Tendu im Nordosten, Saint-Marcel im Südosten und Thenay im Südwesten.

## Geschichte
Le Pont-Chrétien-Chabenet gehörte von 1790 bis 1912 zu Saint-Marcel und ist erst seitdem wieder eigenständig.

### Bevölkerungsentwicklung
- 1962: 669
- 1968: 814
- 1975: 813
- 1982: 902
- 1990: 879
- 1999: 880
- 2007: 939
- 2018: 928

## Sehenswürdigkeiten
- Le Petit Broutet, ein Adelssitz aus dem Mittelalter und seit den 1960er Jahren im Besitz der Gemeinde und als Mairie genutzt
- Priorei und Kirche Notre-Dame (vielleicht aus dem 12. Jahrhundert)
- Die Steinbrüche entlang der Bouzanne
- Das Schloss Chabenet (1471 fertiggestellt) mit 14 Türmen und einem Donjon. Nachdem es im Besitz des protestantischen Adelsgeschlechts der Pierre-Buffière, Barone von Prunget und Tendu, gestanden war, wurden 1635 die Befestigungsanlagen auf Richelieus Anordnung teilweise abgerissen. Nach häufigen Besitzerwechseln im 20. Jahrhundert seit dem Jahr 2000 im Besitz von Hapimag.
- Der Eisenbahn-Viadukt aus dem Jahr 1848–1853, der im Anschluss an einen 1040 Meter langen Tunnel auf die Linie Paris – Toulouse das Tal der Bouzanne überquert.
- Der in Frankreich einzigartige „Pont couvert“, eine gedeckte Holzbrücke über die Bouzanne, die entweder zur Unterstützung der Bauarbeiten an der Eisenbahnstrecke oder auf Wunsch des Besitzers des Château de Chabenet errichtet wurde, um seine Domäne (rund 2000 Hektar zwischen Chabenet und Rocherolles) besser bewirtschaften zu können (Monument historique seit 1992).
- Die ehemalige Getreidemühle des Château de Chabenet an der Bouzanne unterhalb des Schlosses.

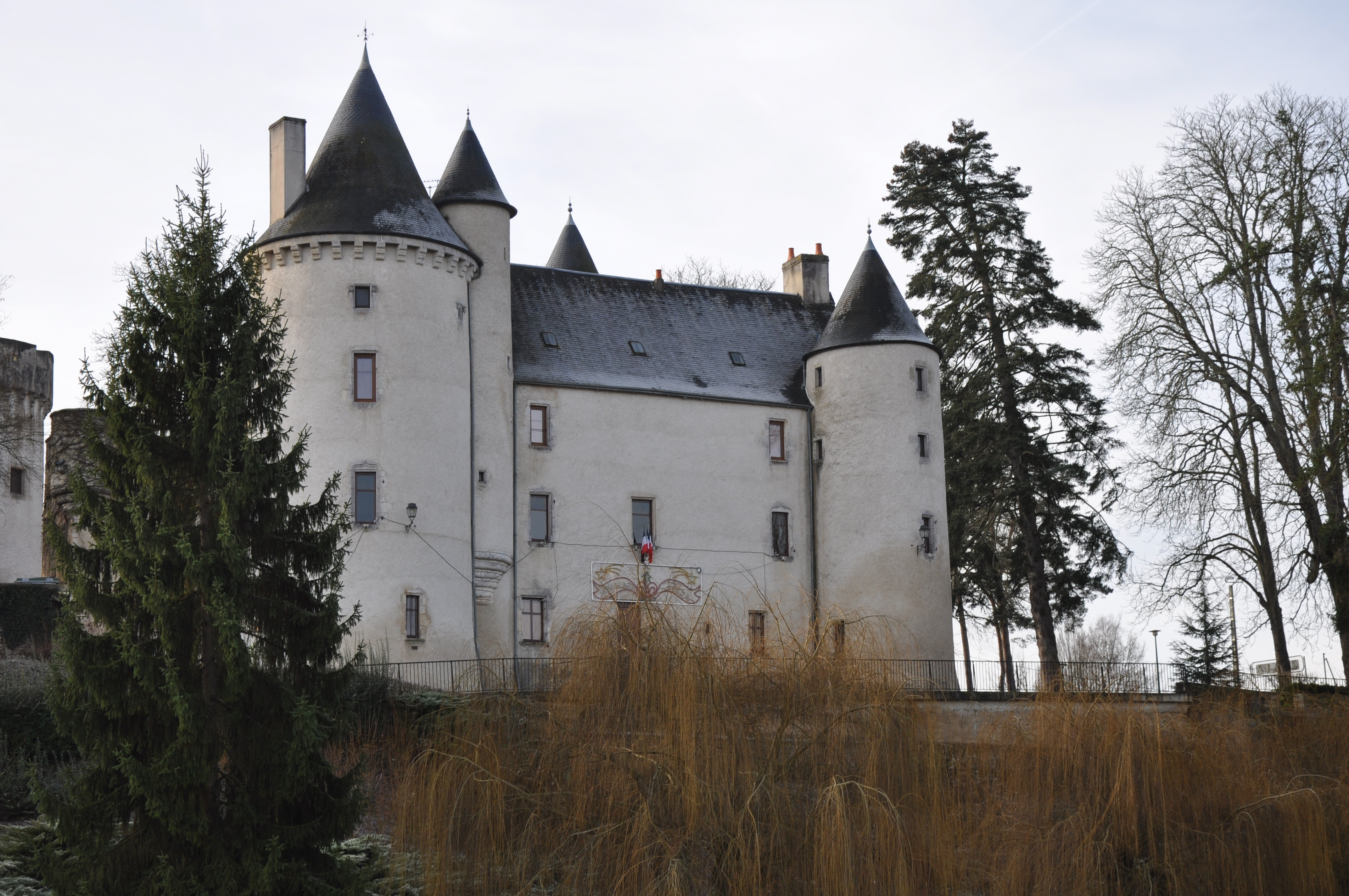
Herrenhaus Le Petit Broutet, heute Mairie
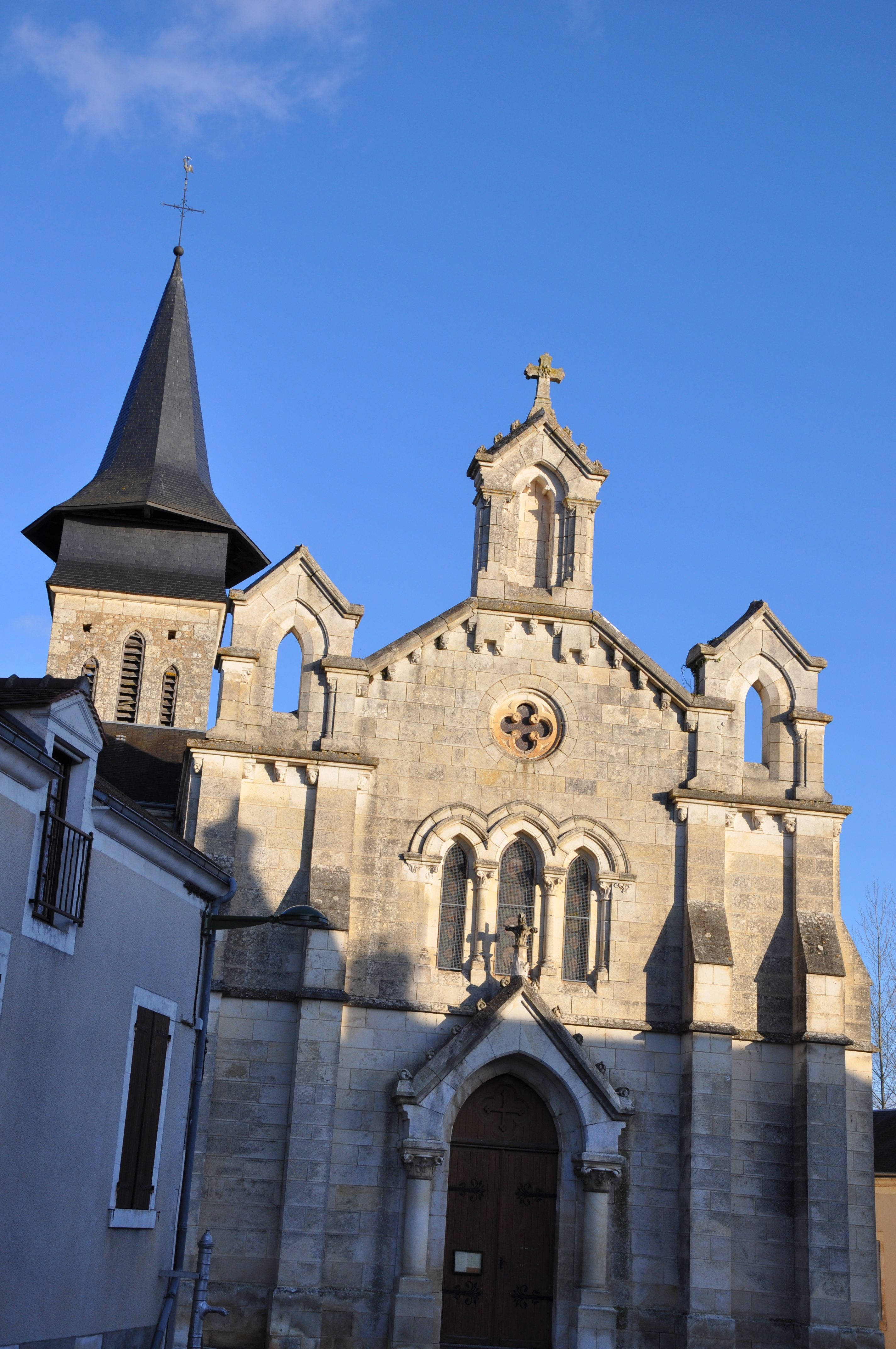
Kirche Notre-Dame
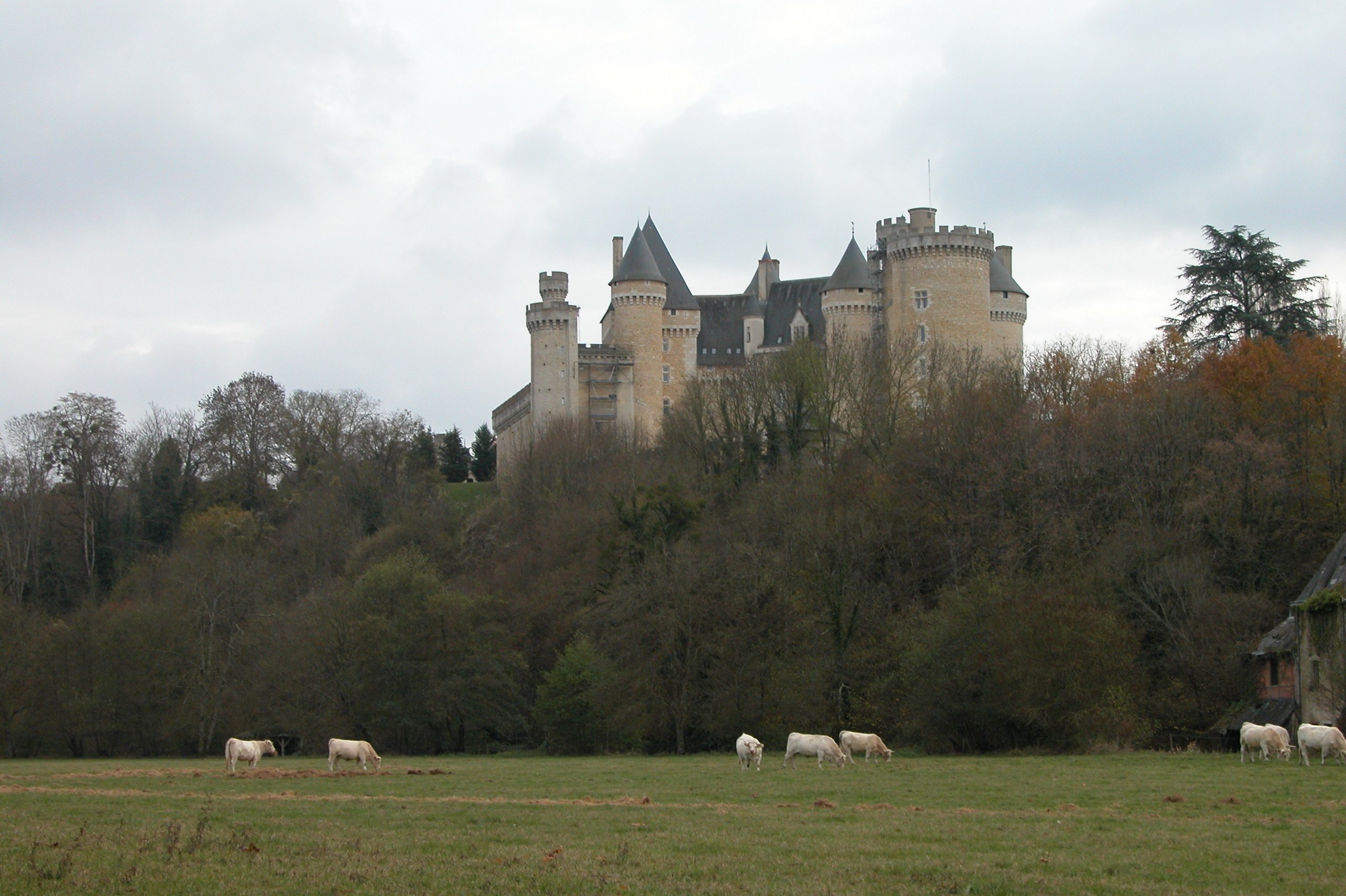
Schloss Chabenet
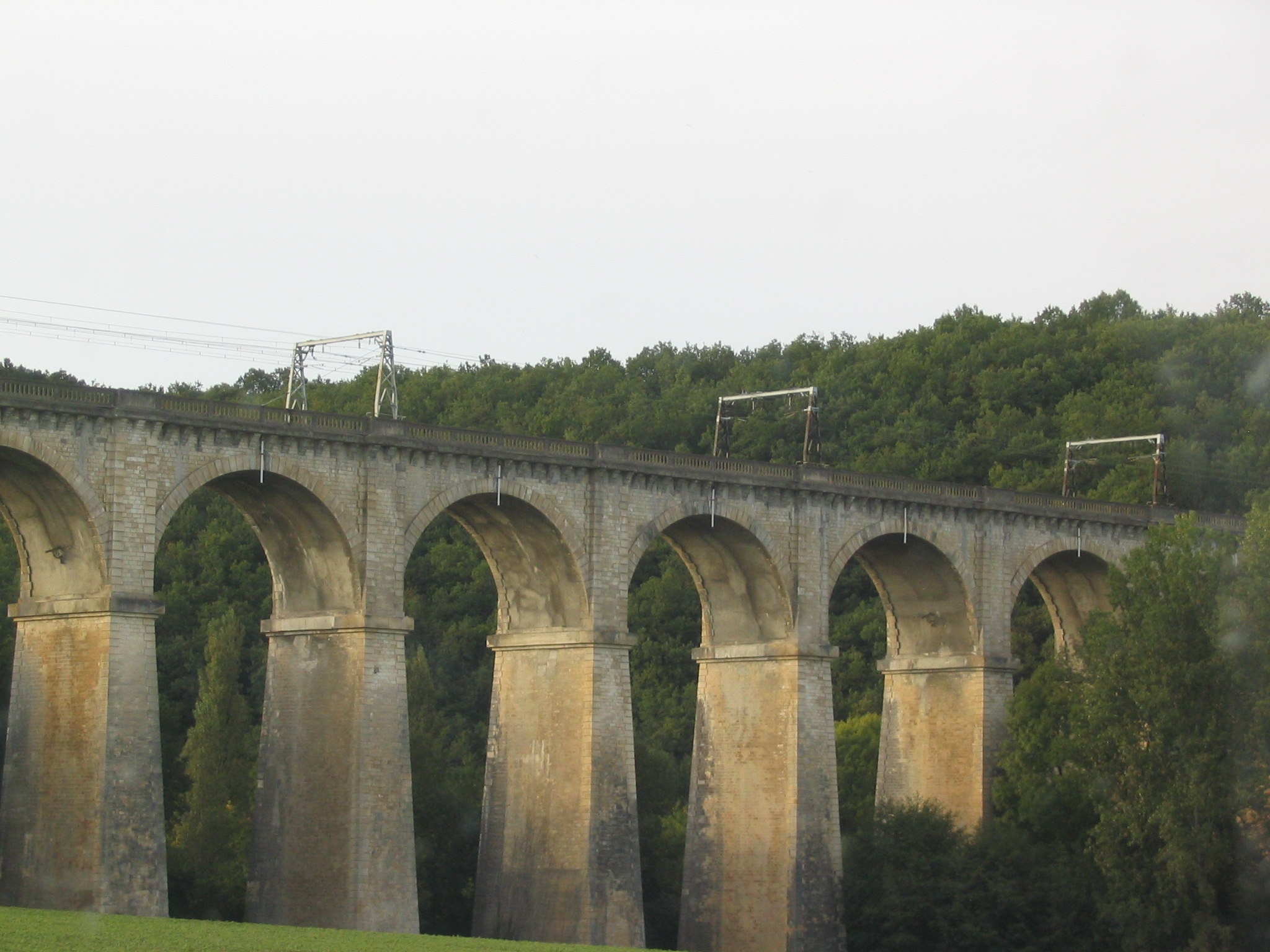
Eisenbahnbrücke
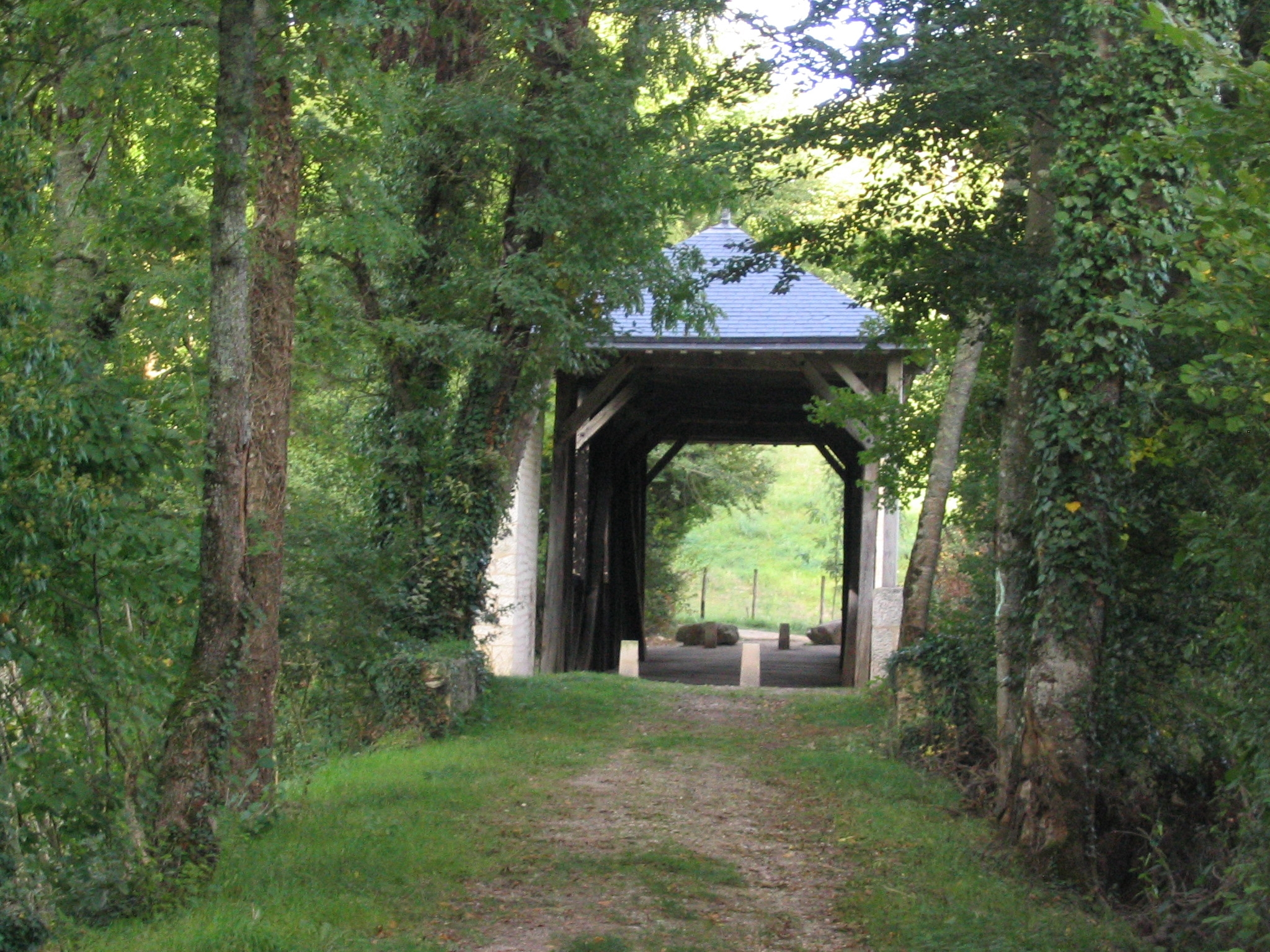
Pont couvert